# Anna Leader
Anna Justine Leader, née le 19 octobre 1996 à Bellingham, État de Washington, est une poétesse et romancière luxembourgeoise d'expression anglaise.

## Biographie

### Jeunesse et études
Anna Leader naît à Bellingham, dans l’état de Washington aux États-Unis, le 19 octobre 1996. Elle est la fille d’une américaine et de l'écrivain et professeur d’anglais britannique James Leader. Après avoir passé ses quatre premières années aux États-Unis, elle s'installe avec sa famille au Luxembourg en 2000. Après son baccalauréat à l’International School of Luxembourg en 2014, elle obtient en 2018 un bachelor en littérature comparée à l'Université de Princeton.

### Carrière littéraire
Anna Leader publie ses premières œuvres en 2013, à l’âge de 16 ans. Squeak like Dolls est un recueil de poèmes, organisés selon les quatre saisons, tandis que Tentative est un roman qui raconte l'histoire d'une triade adolescente à Paris.
En 2014, son premier roman historique remporte le Concours littéraire national luxembourgeois dans la catégorie jeunes auteurs. A Several World Vienna 1912-1919 est construit autour de la vie d’Anna Freud. D’autres personnages historiques comme Léon Trotski et Sigmund Freud y interviennent.
Anna Leader remporte de nouveau la première place de ce concours en 2015 pour un recueil de poèmes intitulé A Lifetime Lies et en 2018 pour sa pièce de théâtre Outlast, qui reprend le mythe luxembourgeois de la sirène Mélusine.
Sa première pièce longue, Stolen ground, est créée au Théâtre des Capucins en 2024, mise en scène par Richard Twyman, directeur artistique de l’English Touring Theatre (en). Elle traite des conséquences du colonialisme, des privilèges, différences de classe et de la culpabilité qui en découlent dans les générations suivantes à travers la situation de deux jeunes femmes, colocataires dans un pensionnat britannique, dont l’amitié puis l’amour sont mis à mal par le poids de leurs ascendances,.